# Giordano Corsi
Giordano Corsi (9. ledna 1908 Gonzaga, Italské království – 29. července 1958 Terst, Itálie) byl Italský fotbalový záložník a později i na jednu sezonu hrající trenér.
S fotbalem začínal v klubu Hellas Verona FC. V roce 1933 přestoupil do Boloňe kde se stal čtyřnásobným vítězem v lize (1935/36, 1936/37, 1938/39, 1940/41). Byl ve vítězném týmu na turnaji o Středoevropský pohár 1934.
S italskou reprezentací vyhrál turnaj MP 1933–1935.

## Hráčská statistika
| Sezóna  | Klub    | Liga      | Liga   | Liga | Ligové poháry | Ligové poháry | Ligové poháry | Kontinentální poháry | Kontinentální poháry | Kontinentální poháry | Celkem | Celkem |
| Sezóna  | Klub    | Soutěž    | Zápasy | Góly | Soutěž        | Zápasy        | Góly          | Soutěž               | Zápasy               | Góly                 | Zápasy | Góly   |
| ------- | ------- | --------- | ------ | ---- | ------------- | ------------- | ------------- | -------------------- | -------------------- | -------------------- | ------ | ------ |
| 1925/26 | Verona  | 1. divize | 3      | 0    | -             | 0             | 0             | -                    | 0                    | 0                    | 3      | 0      |
| 1926/27 | Verona  | 1. divize | 1      | 0    | -             | 0             | 0             | -                    | 0                    | 0                    | 1      | 0      |
| 1929/30 | Verona  | Serie B   | 16     | 0    | -             | 0             | 0             | -                    | 0                    | 0                    | 16     | 0      |
| 1930/31 | Verona  | Serie B   | 28     | 0    | -             | 0             | 0             | -                    | 0                    | 0                    | 28     | 0      |
| 1931/32 | Verona  | Serie B   | 28     | 0    | -             | 0             | 0             | -                    | 0                    | 0                    | 28     | 0      |
| 1932/33 | Padova  | Serie A   | 34     | 2    | -             | 0             | 0             | -                    | 0                    | 0                    | 34     | 2      |
| 1933/34 | Bologna | Serie A   | 34     | 4    | -             | 0             | 0             | -                    | 0                    | 0                    | 34     | 4      |
| 1934/35 | Bologna | Serie A   | 25     | 1    | -             | 0             | 0             | Stř.P                | 7                    | 0                    | 32     | 1      |
| 1935/36 | Bologna | Serie A   | 29     | 0    | IP            | 2             | 0             | -                    | 0                    | 0                    | 31     | 0      |
| 1936/37 | Bologna | Serie A   | 30     | 2    | IP            | 1             | 0             | Stř.P                | 1                    | 0                    | 32     | 2      |
| 1937/38 | Bologna | Serie A   | 28     | 0    | IP            | 3             | 0             | Stř.P                | 2                    | 0                    | 33     | 0      |
| 1938/39 | Bologna | Serie A   | 19     | 0    | IP            | 1             | 0             | -                    | 0                    | 0                    | 20     | 0      |
| 1939/40 | Bologna | Serie A   | 23     | 0    | IP            | 1             | 0             | Stř.P                | 4                    | 0                    | 28     | 0      |
| 1940/41 | Bologna | Serie A   | 4      | 0    | -             | 0             | 0             | -                    | 0                    |                      | 4      | 0      |
| Celkem  | Celkem  | Celkem    | 302    | 9    | -             | 8             | 0             | -                    | 14                   | 0                    | 324    | 9      |

## Úspěchy

### Klubové
- 4× vítěz italské ligy (1935/36, 1936/37, 1938/39, 1940/41)
- 1× vítěz středoevropského poháru (1934)

### Reprezentační
- 2x na MP (1933-1935 - zlato, 1936-1938)